# Tripteroides stonei
Tripteroides stonei är en tvåvingeart som beskrevs av John Nicholas Belkin 1950. Tripteroides stonei ingår i släktet Tripteroides och familjen stickmyggor. Inga underarter finns listade i Catalogue of Life.